# Lolicon

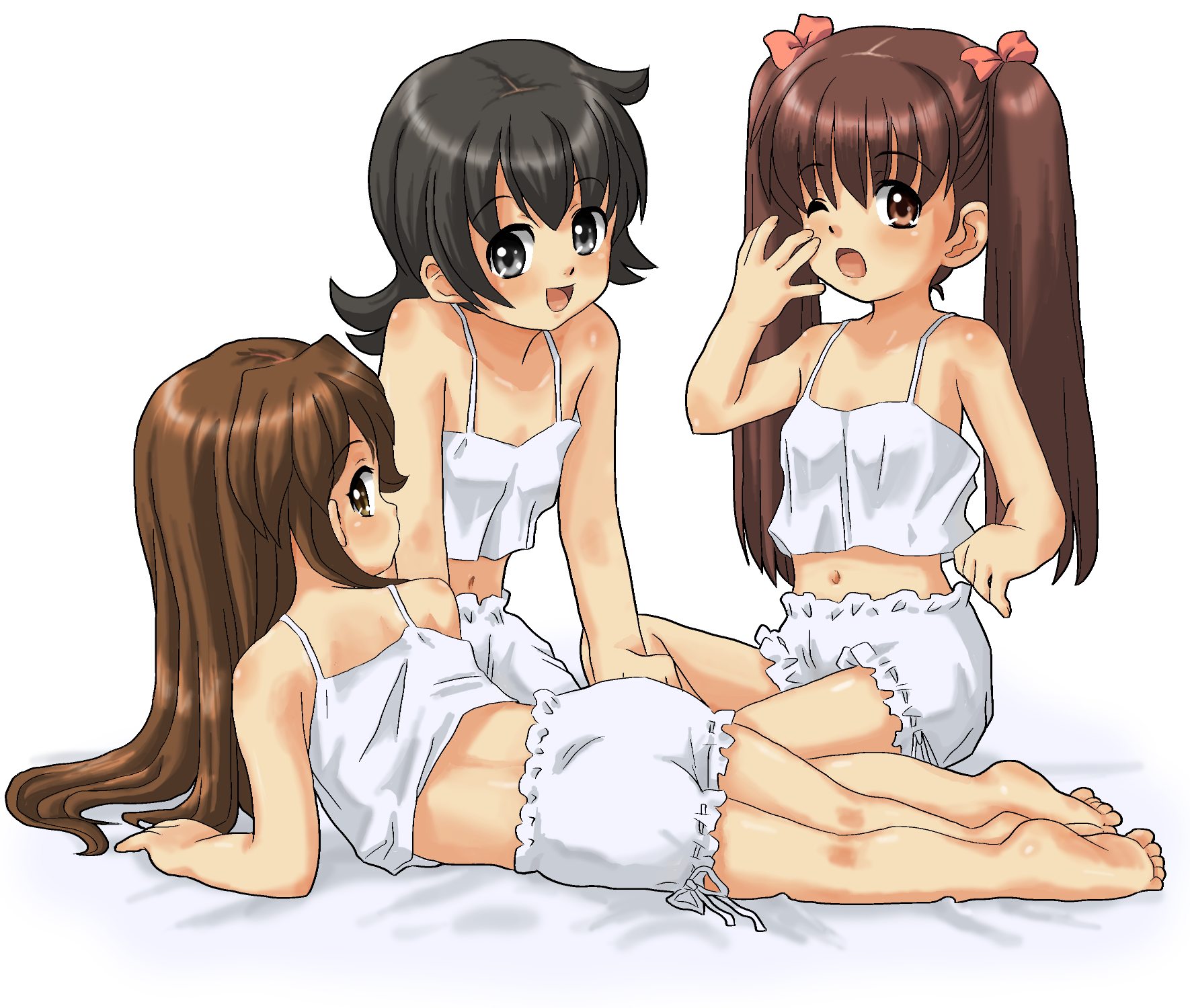
L'art lolicon sol barrejar característiques infantils amb subtons eròtics.

Lolicon o rorikon (ロリコン) també romanitzat com a lolikon, és una contracció japonesa (o engrish) de la frase "Lolita complex" (complex de Lolita). Al Japó, el terme descriu una preferència sexual per jovenetes de 15 a 19 anys o dones adultes amb aspecte infantil, o a un individu amb aquesta atracció. També és comunament usat en referir-se al manga lolicon o a l' anime lolicon, un gènere del manga i de l'anime on personatges femenins d'aparença infantil són freqüentment representades de manera eròtica, en un estil artístic de l'estil manga shōjo. Fora del Japó, "lolicon" té un ús menys comú i usualment es refereix al gènere.
La frase és una referència al llibre Lolita de Vladimir Nabokov, on un home de mitjana edat s'obsessiona sexualment amb una nena de dotze anys. Va ser usat per primera vegada la Japó en la dècada de 1970, i ràpidament va ser usat per descriure retrats eròtics dōjinshi (còmic amateur) de nenes. En la dècada de 1980, el manga lolicon es va fer àmpliament disponible en un nombre de revistes d'antologia de manga pornogràfiques i autors com Miki Hayasaka, Kamui Fujiwara, Kyoko Okazaki, Narumi Kakinouchi, i Yoshiki Takaya. El 1989, després de descobrir-se que un assassí en sèrie japonès, Tsutomu Miyazaki, era fan del lolicon, va haver-hi pànic moral i crides per a la regulació del manga.
S'han anat promulgant lleis a diversos països, inclòs el Japó, per a regular el contingut explícit que representa nens o personatges d'aparença infantil com el mateix lolicon, shotacon, bishōjo i bishōnen. Grups de pares i ciutadans al Japó s'han organitzat per a demanar controls més forts i lleis més estrictes per al manga lolicon i similars. Els crítics afirmen que el gènere lolicon fomenta l'abús sexual infantil, mentre que uns altres diuen que no hi ha evidències per a aquesta afirmació. Estudis sobre els fans del lolicon mostren que aquests són atrets per una estètica de tendresa en comptes de per l'edat dels personatges. i que col·leccionar lolicon representa una desconnexió amb la societat.

## Descripció
El terme és usat normalment a l'anime, manga o altres fonts visuals d'art que contenen escenes eròtiques o sexuals de noies joves, i per persones que es troben sexualment atrets per menors d'edat (noies també), tant fictícies com reals. Per altra banda, els subjectes que tenen aquest complex són majors d'edat. De fet, fotografies i vídeos de joves dins escenes sexuals se solen considerar lolicon, però normalment això es considera simplement pornografia infantil. El lolicon és legal al Japó (sempre que les models menors d'edat no formin part del procés creatiu), mentre que la pornografia infantil no ho és (per aquest motiu es recorre al manga i anime hentai).
Alguns personatges menors de dotze anys, com per exemple Sakura Kinomoto de Sakura, la caçadora de cartes, són a vegades considerats a aparentar lolicon quasi de manera deliberada. Així es denota sobretot a la feina derivada, com artbooks o dojinshi, més que a la branca i l'obra general.
Shota-con és l'equivalent al lolicon, però amb nois.